# Портрет Карла V с собакой
«Портрет Карла V с собакой» — картина Тициана, написанная около 1533 года и изображающая Карла V, императора Священной Римской империи, в сопровождении охотничьей собаки. Картина находилась в личной собственности Карла и впоследствии вошла в состав испанской королевской коллекции, откуда поступила в собрание Музея Прадо в Мадриде.

## Описание

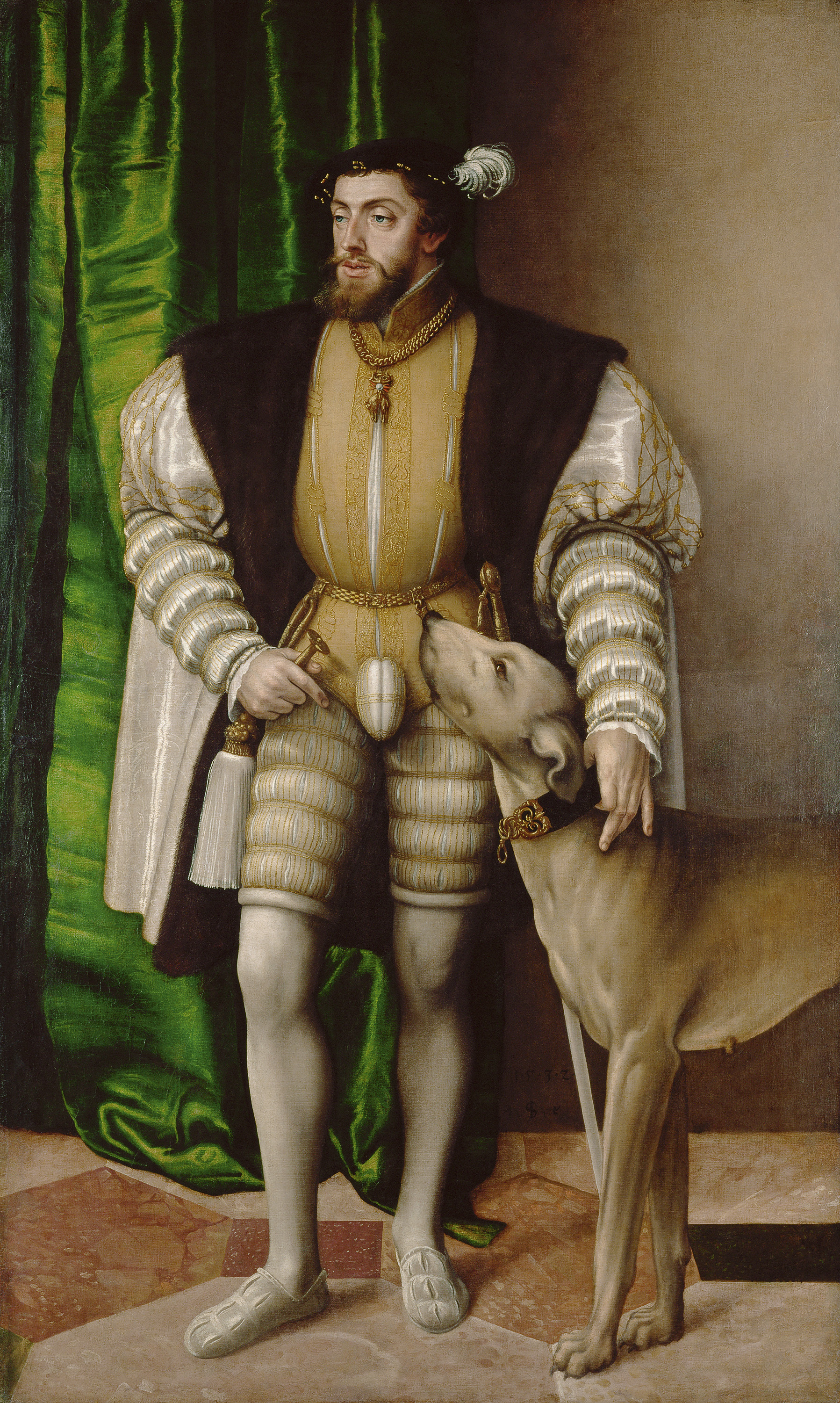
Оригинал Зайзенеггера

Картина представляет собой переработку портрета Карла V, созданного в 1532 году придворным художником Якобом Зайзенеггером. Хотя оригинал отличался высокой степенью натурализма, он не устроил самого императора. В 1533 году, во время пребывания Карла в Болонье, где находился также и Тициан, император заказал Тициану альтернативный портрет, заплатив за него 500 дукатов.
Несмотря на явное сходство с портретом Зайзенеггера, новая версия, написанная Тицианом, значительно изменяет его композицию. Художник стилизует фигуру императора: увеличивает размер меховой накидки, уменьшает дублет, поднимает линию глаз и понижает горизонт, чтобы фигура Карла доминировала в пространстве полотна. Император изображён приближающимся к зрителю, а окружающее пространство намеренно опустошено и упрощено. Цветовая гамма картины становится более тёплой по сравнению с оригинальным портретом.
Впоследствии портрет оказал влияние на Франсиско Гойю, став одной из стилистических и иконографических отправных точек при создании его Портрета Карла IV в охотничьем костюме (1799).

## Копия портрета
В 2005 году исследовательница Линда Кэрролл сообщила об обнаружении ранее неизвестной полноразмерной копии картины Тициана «Портрет Карла V с собакой». Полотно было найдено в частной коллекции в Новом Орлеане и представляет собой высококачественную реплику эпохи ренессанса оригинала, хранящегося в Музее Прадо в Мадриде. До приобретения в начале 1990-х годов у антиквара во Франции, где оно было ошибочно идентифицировано как портрет герцога де Гиза XVI века, происхождение картины остаётся неизвестным.
Картина находится в хорошем состоянии, за исключением некоторых повреждений в нижней части и минимальных реставрационных вмешательств. Особое внимание привлекает пентименто в левой ноге Карла: первоначально нога была изображена в другом положении, но затем перемещена вправо и удлинена, с поднятым на несколько дюймов коленом. Наиболее впечатляющей деталью является мастерски выполненное лицо императора, с тонкими переходами оттенков, придающими коже живой вид, и голубыми глазами, излучающими вдохновение.
Обнаружение этой копии предоставляет новый взгляд на известный портрет из Прадо, позволяя провести сравнительный анализ и углубить понимание художественных приёмов Тициана. Исследование Кэрролл также рассматривает контекст создания портрета в период побед Карла V в Итальянских войнах, анализируя элементы его костюма и раннюю историю портретов императора, написанных Тицианом.